# Mycological Progress
Mycological Progress ist eine englischsprachige Fachzeitschrift für Mykologie, die von der Deutschen Gesellschaft für Mykologie herausgegeben wird.